# Somatina scenica
Somatina scenica är en fjärilsart som beskrevs av Louis Beethoven Prout 1938. Somatina scenica ingår i släktet Somatina och familjen mätare. Inga underarter finns listade i Catalogue of Life.